# ماموریت اکسیوم ۱
مأموریت اکسیوم ۱ (یا به اختصار Ax-1) یک ماموریت سرنشین‌دار با بودجه خصوصی و مدیریت‌شده به ایستگاه فضایی بین‌المللی (ISS) بود. این ماموریت توسط شرکت فضایی اکسیوم و از مرکز کنترل مأموریت MCC-A اکسیوم در هوستون، تگزاس، انجام شد. این پرواز در ۸ آوریل ۲۰۲۲ از مرکز فضایی کندی در فلوریدا انجام شد. فضاپیمای مورد استفاده، یک دراگون سرنشین‌دار اسپیس‌اکس بود. خدمه این پرواز شامل فضانوردان مایکل لوپز-آلگریا، یک فضانورد اسپانیایی-آمریکایی و آموزش دیده حرفه‌ای که توسط شرکت اکسیوم استخدام شده بود، ایتان استیب از اسرائیل، لری کانر از ایالات متحده، و مارک پاتی از کشور کانادا بودند.